# Ryszard Nawrat
Ryszard Nawrat (ur. 18 stycznia 1955 w Nysie) – polski polityk, przedsiębiorca, były wojewoda dolnośląski, były pełnomocnik rządu Leszka Millera ds. Programu dla Odry-2006.

## Życiorys
Ukończył studia na Akademii Ekonomicznej we Wrocławiu. W latach 1979–1982 był prezesem zarządu Gminnej Spółdzielni „Samopomoc Chłopska”. W okresie PRL działał w Związku Socjalistycznej Młodzieży Polskiej (był przewodniczącym zarządu wojewódzkiego) i PZPR (w drugiej połowie lat 80. wchodził w skład egzekutywy Komitetu Wojewódzkiego). Zasiadał w prezydium Miejskiej Rady Narodowej.
Od 1989 prowadził własną działalność gospodarczą (w tym deweloperską). M.in. w 1998 założył wraz z politykiem prawicy Andrzejem Urbańskim spółkę Kalejdoskop-Nowa korporacja. Należał do SdRP, w 1999 wstąpił do Sojuszu Lewicy Demokratycznej. Był członkiem władz krajowych SLD.
Od października 2001 do marca 2003 zajmował stanowisko wojewody dolnośląskiego w rządzie Leszka Millera.
W kwietniu 2005 został zatrzymany, a następnie tymczasowo aresztowany. Przedstawiono mu zarzut przyjęcia wartej około 22 tys. zł korzyści majątkowej w postaci wycieczki do Portugalii. W 2008 został w tej sprawie skazany na karę 1,5 roku pozbawienia wolności z warunkowym zawieszeniem jej wykonania na dwuletni okres próby oraz 45 tys. zł grzywny.